# Else Nusch
Else Nusch (* 29. Mai 1906 in Remscheid; † 27. November 2003 ebenda) war eine deutsche Rhythmikpädagogin. Sie war Gründerin von Eutonie nach Else Nusch.

## Leben und Werk
Else Nusch war seit ihrer Jugend an pädagogischer Arbeit interessiert, ihr Interessenschwerpunkt lag in der Verbindung von Musik und Bewegung für die pädagogische Arbeit. Sie absolvierte eine zweijährige Ausbildung in rhythmischer Erziehung am Otto-Blensdorf – Institut für rhythmische Erziehung nach Dalcroze in Wuppertal und beendete ihre Ausbildung zur Lehrerin für rhythmische Erziehung mit der Prüfung an der staatlichen Hochschule für Musik in Berlin.
Nusch arbeitete anschließend privat in Kursen und Einzelstunden mit Kindern und Erwachsenen mit Schwerpunkt in Remscheid und suchte vielfältige Anregungen zur Weiterentwicklung ihrer Bewegungsarbeit bei allen, die sich in den 1930er Jahren mit Körperarbeit und Atemtherapie auseinandersetzten. Allerdings waren diesen Möglichkeiten während der Zeit des Nationalsozialismus enge Grenzen gesetzt, so dass der Zugang zu neueren Entwicklungen erst in den 1950er Jahren möglich war, insbesondere die Kontaktaufnahme mit Gerda Alexander, die Else Nusch während ihrer gemeinsamen Ausbildungszeit kennengelernt und die inzwischen nach Kopenhagen emigriert und dort ihre eigene eutonische Bewegungsarbeit entwickelt hatte.
Ab 1956 arbeitete Nusch in der Psychiatrischen Klinik Tannenhof im Remscheid-Lüttringhausen mit psychisch kranken Menschen.
Ende der 1960er Jahre entwickelte sich die „Else-Nusch-Schule für Bewegungserziehung auf der Grundlage der Eutonie“ mit dem Ziel, Grundlagen für die Weitergabe der Arbeit zu erstellen. Nusch vermittelte ihre Arbeit in Ferienkursen im In- und Ausland. Regelmäßige Kurse fanden unter anderem in Riederau am Ammersee, in Königsfeld im Schwarzwald, in Altenberg sowie in Talloires am Lac d’Annecy im Rahmen der „Blensdorf - McJannet - Schule“ statt.
In den 1970er Jahren wurde der „Else-Nusch-Freundeskreis“ gegründet.
Else Nusch feierte im Dezember 1978 ihr 50-jähriges Arbeitsjubiläum und konnte 1998 als 92-Jährige ihr 70-jähriges Dienstjubiläum begehen. Sie verstarb im November 2003 im Alter von 97 Jahren in Remscheid.

## Stiftung
Else Nusch Brachte ihren Nachlass testamentarisch in die „Else-Nusch-Stiftung für Eutonie“ ein mit dem Ziel, ihre Variante der Eutonie einer interessierten Öffentlichkeit zugänglich zu machen.
Die Gründung der Stiftung erfolgte 2004 durch Treuhänder Wolfgang Henkel. Als fachliche Beiräte der Stiftung sind Elfriede Henkel, Liselotte Dreyer und Martha Eder benannt.
Die nachgelassenen Ton- und Bilddokumente  stellen nach ihrer Digitalisierung und Katalogisierung eine der wichtigen Grundlagen und Quellen für die Fortführung von Else Nuschs Arbeit dar.